# 小行星6929
小行星6929（英語：6929 Misto）是一颗围绕太阳公转的小行星。1994年10月31日，V. S. Casulli在Colleverde发现了此天体。
这颗小行星的绝对星等为4.58327等。